# Matouš Crocinus
Matouš Crocinus německy Matthäus Crocinus (1580 Slaný - 4. ledna 1654 Budyšín) byl německý malíř českého původu, tvořící převážně v saském exilu.
Německý malíř českého původu Matouš (též Matthäus, Matthew, Mattheus) Crocinus byl jedním z mnoha exulantů, kteří v době pobělohorské kvůli náboženským poměrům opustili svou rodnou zemi. Svou největší zakázku provedl v Čechách, jednalo se o vymalování interiéru kostela svatého Gotharda ve Slaném. Po odchodu z vlasti se usadil v Pirně, která patřila ve své době k nejvýznamnějším exulantským střediskům. V roce 1629 byla čtyřtisícová Pirna (včetně předměstí) přetížená českými běženci, kterých bylo napočítáno 2123. Později, kvůli uzavření Pražského míru a švédským výbojům, se Pirna začala chovat k exulantům nepřátelsky, a tak v prosinci 1639 zde žilo již jen 24 vyhnanců. Už od roku 1637 Matouš Crocinus žil a tvořil v Budyšíně, kde se dočkal značného věhlasu. Pracoval na zakázkách Rady města Budyšín, což na obživu jeho početné rodiny nestačilo, a tak provozoval ještě pivnici s právem vařit pivo. Pro radnici namaloval velkoformátový pohled na město Budyšín tak, jak město vypadalo před požárem v roce 1620 (dílo je z roku 1637/38), dále pak menší pohled na hořící město v roce 1634 (dílo je rovněž z roku 1637/38). Je mu připisováno i zhotovení několika portrétů starosty města Budyšína.
Náhrobek na budyšínském hřbitově obsahuje řadu základních životopisných údajů, ale náhrobek vznikl pravděpodobně až několik desítek let po Crocinusově smrti. Dle údajů na náhrobku zplodil 6 synů a 5 dcer. Datumy na náhrobku neodpovídají zápisům z církevních matrik, ve dvou matričních zápisech je (na rozdíl od náhrobku) uvedeno datum úmrtí 4. ledna 1654. Po smrti převzal otcovu malířskou dílnu syn Augustinus Crocinus a vedl ji až do roku 1671.

## Galerie

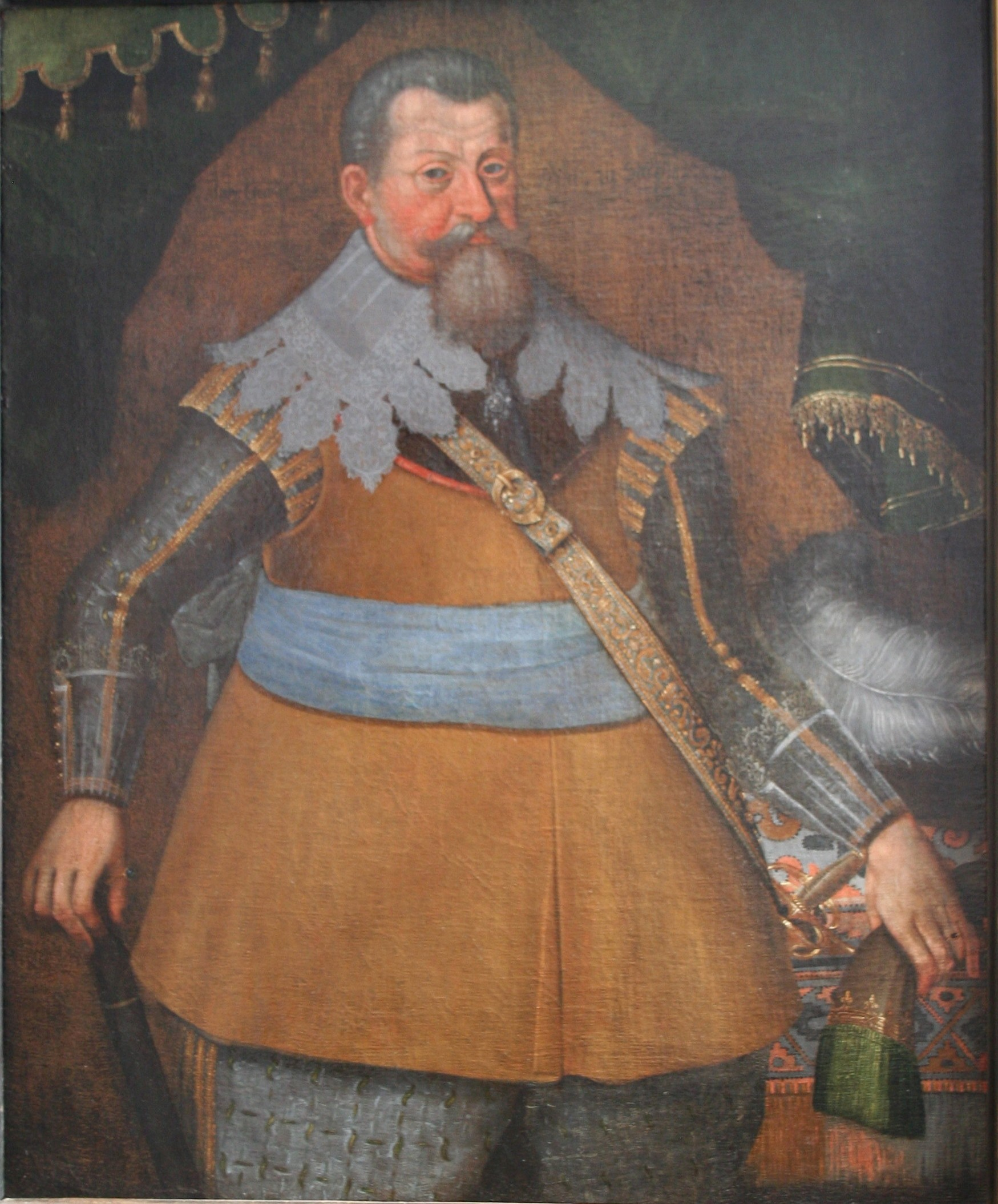
Jan Jiří I. Saský (portrét zhotovený v roce 1637)
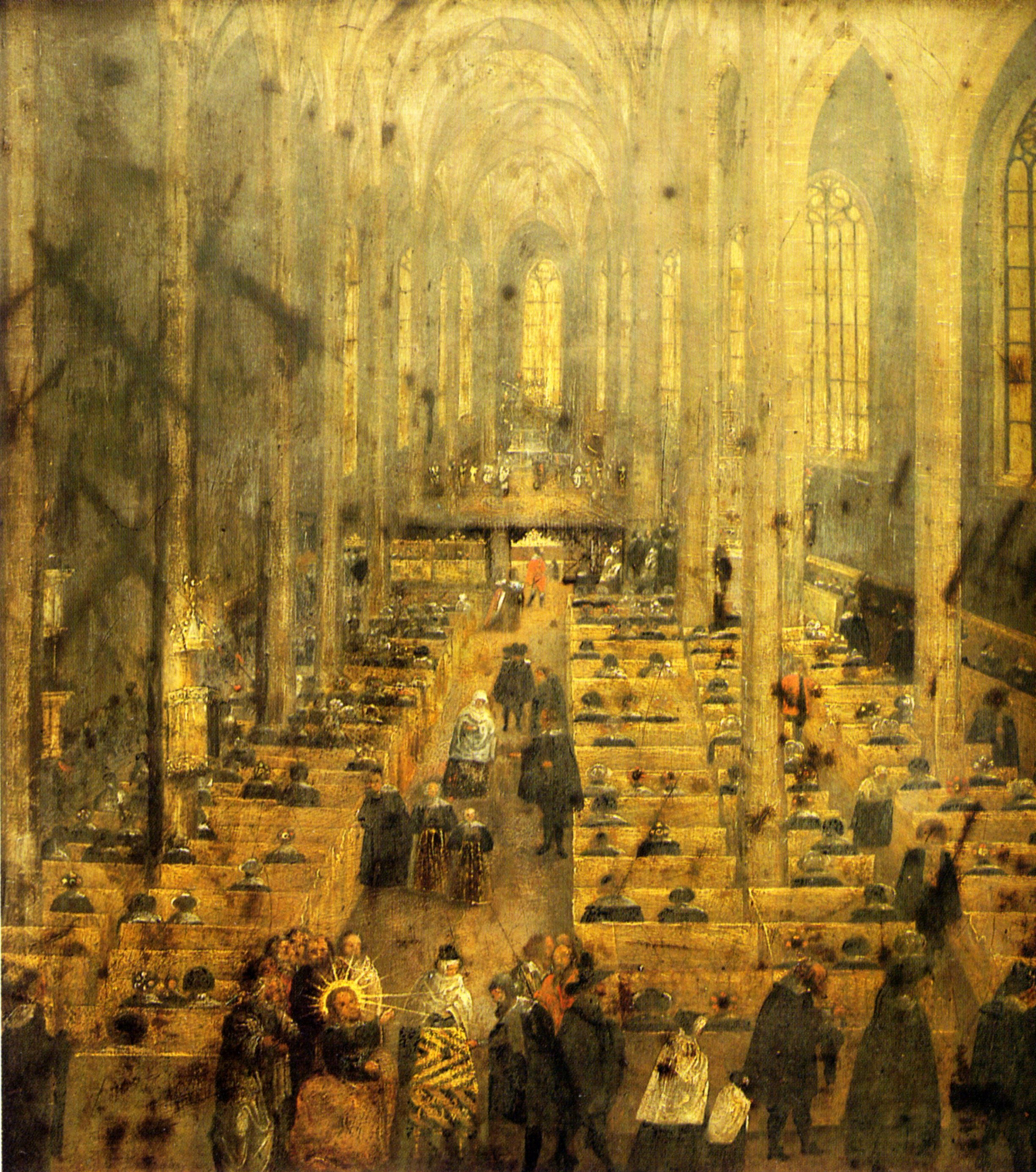
Pohled do chrámu sv. Petra (dílo z roku 1641)
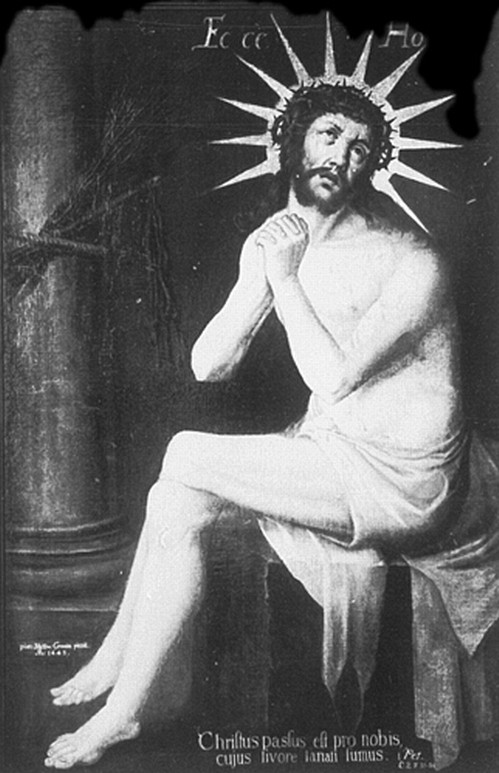
Ecce Homo (zhotoveno v roce 1641)
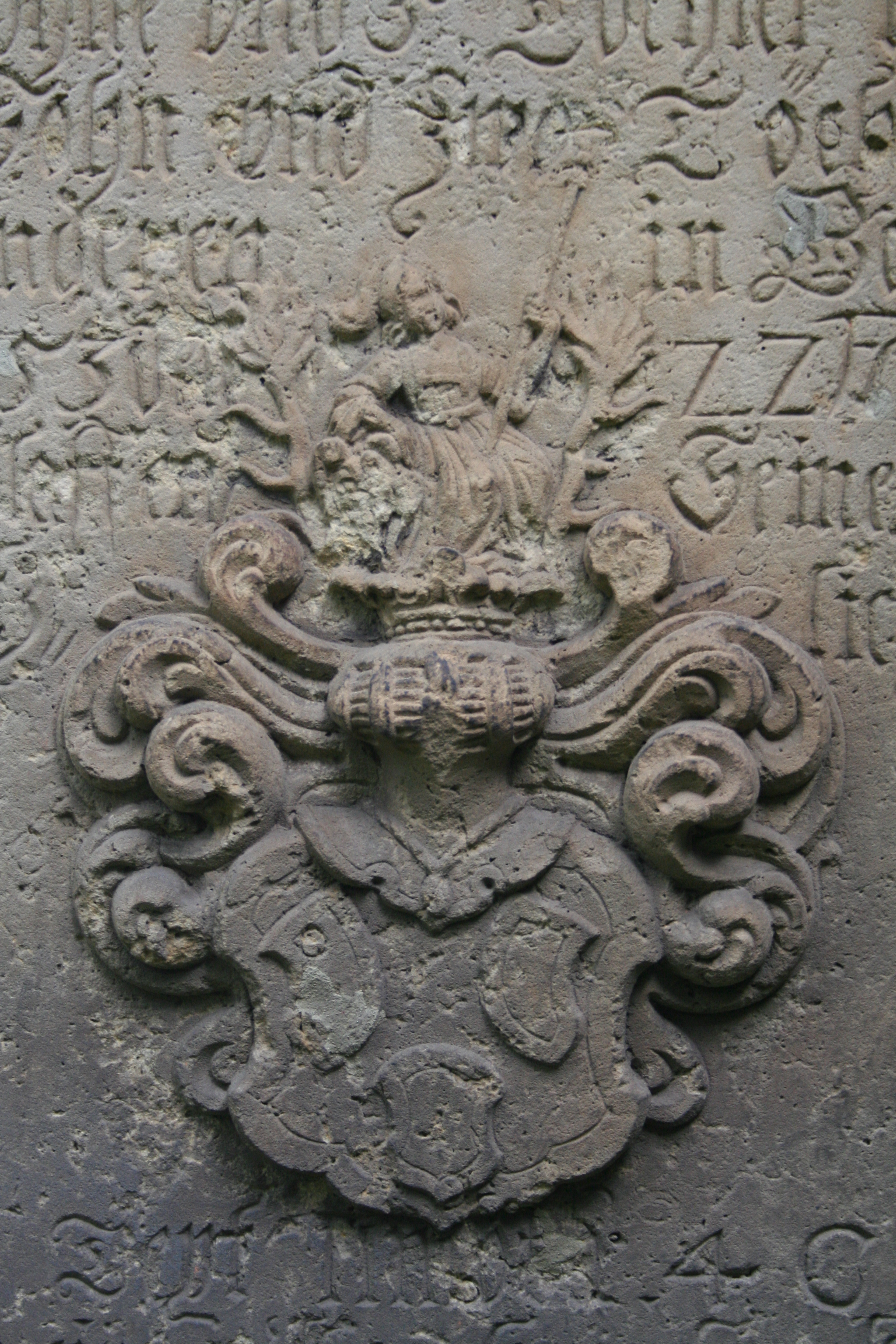
Erb na náhrobku